# Gaël Rivière
Gaël Rivière, né le 23 décembre 1989 à Saint-Benoît (La Réunion), est un joueur de cécifoot français. 

## Biographie
Rivière naît non-voyant sur l'île de La Réunion, où il vit jusque ses 15 ans avant d'aller étudier à Paris, où il est diplômé en droit à l'université Paris-Panthéon-Assas
Avocat d'affaires, il est joueur de cécifoot et remporte avec l'équipe de France la médaille d'argent des Jeux paralympiques de 2012 à Londres et la médaille d'or des Jeux paralympiques de 2024 à Paris.
Le 14 décembre 2024, il est élu président de la Fédération française handisport et succède à Guislaine Westelynck.

## Distinctions
Il est élu Président de la Fédération Française Handisport Le 14 décembre 2024.

### Décorations
Chevalier de la Légion d'honneur (décret du 23 septembre 2024)